# Colegio de Administradores Públicos de Chile
El Colegio de Administradores Públicos de Chile es un colegio profesional que agrupa a los Administradores Públicos de Chile. Su sede se encuentra en la ciudad de Santiago de Chile. Su objetivo es la promoción del perfeccionamiento profesional, científico y tecnológico de sus miembros, así como también la protección de sus asociados, la defensa de la profesión en la sociedad y el esfuerzo sistemático.

## Historia
El Colegio de Administradores Públicos de Chile fue fundado en el año 1969, constituyéndose como persona jurídica de derecho público, creada por la Ley N.º 17.146. Con la modificación a los colegios profesionales realizada durante la década de 1980, el Colegio de Administradores Públicos de Chile pasó a constituirse como una asociación gremial de conformidad a lo dispuesto en el Decreto Ley N.º 2.757 de 1979, el Decreto Ley N.º 3.163 de 1980 y el Decreto Ley N.º 3.621 de 1981.

## Orgánica
El Colegio de Administradores Públicos de Chile tiene cobertura nacional, radicando su sede en la ciudad de Santiago. Orgánicamente está compuesto por un Consejo Nacional integrado por 11 miembros que son electos según el Reglamento de Elecciones, los que a su vez eligen un Comité Ejecutivo Nacional. Tanto el Consejo Nacional como el Comité Ejecutivo Nacional son electos por un mandato de tres años. 
El Comité Ejecutivo Nacional se encuentra compuesto por un Presidente Nacional, un Vicepresidente Nacional y el Secretario Tesorero Nacional. 
Por el período 2016–2019 el presidente Nacional es el Administrador Público de la Universidad de Chile, Guillermo Hontavilla Jiménez. 
El Comité Ejecutivo Nacional lo completan el Vicepresidente Nacional, Rafael Pizarro Rodríguez, Administrador Público de la Universidad de Santiago de Chile, y el Secretario Tesorero Nacional, Diego González Vásquez, Administrador Público de la Universidad de Valparaíso. 
El Comité Ejecutivo Nacional estuvo en períodos anteriores integrado por los siguientes socios: 
- 2010–2013 Presidente Nacional - Andrés Cerpa Navarrete; Vicepresidente Nacional - Eduardo Araya Moreno; Secretario Tesorero Nacional - Claudio Vega Sandoval (2012 - 2013)  y Daniel Burgos Bravo (2010 - 2011)
- 2013–2016 Presidente Nacional - Diego del Barrio Vásquez; Vicepresidente Nacional - Diego Barría Traverso; Secretario Tesorero Nacional - Guillermo Hontavilla Jiménez.

El 1 de diciembre de 2010 el Colegio de Administradores Públicos de Chile constituyó su Consejo Regional Valparaíso, el cual funciona en dicha región y reúne a los Administradores Públicos que viven o ejercen su profesión en la zona.
Durante el año 2012 se constituyó el Consejo Regional Puerto Montt.